# 3-я пехотная дивизия легионов АК
3-я пехотная дивизия легионов АК (пол. 3 Dywizja Piechoty Legionów AK) — польское партизанское стрелковое соединение Армии Крайовой, которое действовало с сентября 1942 на оккупированной нацистской Германией территории Люблина.

## История
Дивизия была сформирована в сентябре 1942 года, согласно с боевым порядком Войска Польского от 1 сентября 1939 года, согласно которому произошло восстановление боевых частей. В результате чего, дивизия преобразилась. С начала 1944 начала участвовать в акции «Буря».  Командиром дивизии был полковник Адам Свитальский  (пол. Adam Świtalski), под псевдонимом "Домбров" (пол. Dąbrow)

## Структура дивизии
Согласно боевому порядку, в состав дивизии входили следующие соединения:
- 7-й пехотный полк легионов АК «Гарлух»
- 8-й пехотный полк легионов АК
- 9-й пехотный полк легионов АК